# Bjurbäcks församling
Bjurbäcks församling var en församling i Skara stift och i Mullsjö kommun. Församlingen uppgick 2002 i Mullsjö församling. 

## Administrativ historik
Församlingen bildades 1732 genom en utbrytning ur Bottnaryds församling. 
Församlingen var till 1962 annexförsamling i pastoratet Bottnaryd, Mulseryd, Anegrdshestra och Bjurbäck. Från 1962 till 2002 var den annexförsamling i pastoratet Sandhem, Utvängstorp, Nykyrka och Bjurbäck. Församlingen uppgick 2002 i Mullsjö församling.

## Kyrkor
- Bjurbäcks kyrka